# Niccolò Liburnio
Niccolò Liburnio (Friuli, anni 1470 – Venezia, 22 settembre 1557) è stato un religioso e letterato italiano.

## Biografia
La data approssimativa di nascita si ricava dalle sue Opere gentile et amorose, in cui afferma di avere venticinque anni di età; l'informazione è riferibile al momento della stesura dell'opera, avvenuta prima della pubblicazione nel 1502. Come ribadì più volte nei suoi lavori, era di umili origini. Il cognome è certamente uno pseudonimo umanistico.
Studiò a Venezia con Giovanni Negro e a Milano con Jacopo Antiquari. Altri suoi insegnanti furono Egnazio e Marco Musuro. In giovane età abbracciò la vita ecclesiastica e, secondo Marin Sanudo, fu cappellano del condottiero Giovanni Moro sin dall'ottobre 1510. Trascorse un periodo a Mantova, dove fu membro dell'Accademia di San Pietro e probabilmente conobbe Paolo Giovio, Matteo Bandello, Francesco Dovizi da Bibbiena e Antonio Tebaldeo.
Passò inoltre tre anni a Roma, all'inizio del pontificato di Leone X, dove frequentò la casa di Giano Lascaris e il circolo di Aulo Giano Parrasio. Nelle sue Tre fontane accenna a un periodo in cui fu al servizio del patriarca di Aquileia Marino Grimani e, nelle Occorrenze humane, menziona quello svolto presso il vescovo di Viseu Miguel da Silva. Nella stessa opera ricorda i numerosi viaggi: fu in Francia, Inghilterra, Fiandre e Siria; a Bruges si ritrovò con Erasmo da Rotterdam, che già aveva incontrato a Venezia nel 1508, ai tempi in cui il Liburnio era correttore di greco e latino per Aldo Manuzio. Cita inoltre i patrizi veneziani presso i quali lavorò come precettore: Girolamo Donà, Girolamo Pesaro e Giovanni Pisani (fu insegnante di suo figlio Alvise, futuro cardinale).
Negli ultimi anni di vita fu pievano della chiesa di Santa Fosca e canonico della Basilica di San Marco.

## Opere
Scrisse le Rime; le Vulgari Elegantie (1521);  le Occorrenze umane (1546) dedicate a Alvise Pisani vescovo di Padova e poi cardinale;  Le Tre Fontane (1526) e altre opere.